# 臨床行動分析
臨床行動分析（りんしょうこうどうぶんせき）もしくは第3世代の行動療法（だいさんせだいのこうどうりょうほう）は、応用行動分析の臨床的な応用である。臨床行動分析は、行動療法における方法論的行動主義から徹底的行動主義への回帰運動の象徴であり、特に言語行動に関する機能分析的なモデルや関係フレーム理論といった徹底的行動主義に由来するモデルに基づいている。

## いくつかのモデル
認知行動療法  (Cognitive-behavioral therapies) としては、アクセプタンス&コミットメント・セラピー、コミュニティ強化アプローチと家族トレーニング（Community reinforcement approach and family training、CRAFT）、行動活性化、機能分析心理療法、統合的行動的カップルセラピー、弁証法的行動療法、系統的脱感作、随伴性マネジメントなどが含まれている。行動医学としては、健康心理学（認知行動療法と重なる）、行動薬理学、行動的小児科学、行動的老年学などが含まれている。